# Hrvatski posavac
Hrvatski posavac je hrvatska autohtona pasmina konja.
Nastao je na području slivnog toka rijeke Save. Danas se najviše uzgaja u Sisačko-moslavačkoj i Zagrebačkoj županiji (okolica Velike Gorice). U narodu ga zovu i posavski konj, posavski bušak i posavec. Velik dio godine provodi u prirodi na otvorenom. Otporan je na vremenske neprilike i skromnih je zahtjeva. Ima zbijenu i čvrstu građu tijela. Blage je ćudi i poslušan. Pasmina je ugrožena. Broji nešto više od 1000 primjeraka prema istraživanju iz 2000. godine.
Imao je veliku gospodarsku vrijednost prije pojave mehanizacije u poljoprivredi. Između ostaloga, služili su u vuči brodova na Savi, a njima je dopremljen i kamen za spomenik banu Josipu Jelačiću na središnjem zagrebačkom trgu. Bili su poznati i u Beču i u Budimpešti. Od 1991. godine, počinje sustavan uzgojno-selekcijski rad. Koristi se u rekreativne i turističke svrhe, poput parka prirode Lonjsko polje.